# Heckler & Koch MG4
Heckler & Koch MG4 je pásem nabíjený lehký kulomet ráže 5,56 × 45 mm vyvinutý a vyráběný německou firmou Heckler & Koch jako nástupce Rheinmetallu MG3 v roli podpůrné zbraně družstva. Před přijetím do výzbroje Bundeswehru byl zpočátku známý jako MG43.

## Vývoj
Zbraň byla vyvinuta na konci 90. let 20. století a poprvé byla veřejnosti představena v září 2001. Byla vybrána, aby nahradila 7,62mm kulomet MG3 v roli všeobecné podpůrné zbraně Bundeswehru. Představuje také sekundární výzbroj nového bojového vozidla pěchoty Puma.
MG4 byl navržen tak, aby byl lehký, poskytoval uživateli maximální bezpečnost a spolehlivě fungoval v nepříznivých podmínkách s použitím široké škály střeliva od různých výrobců, bez nutnosti dodatečné modifikace plynového systému.

## Uživatelé

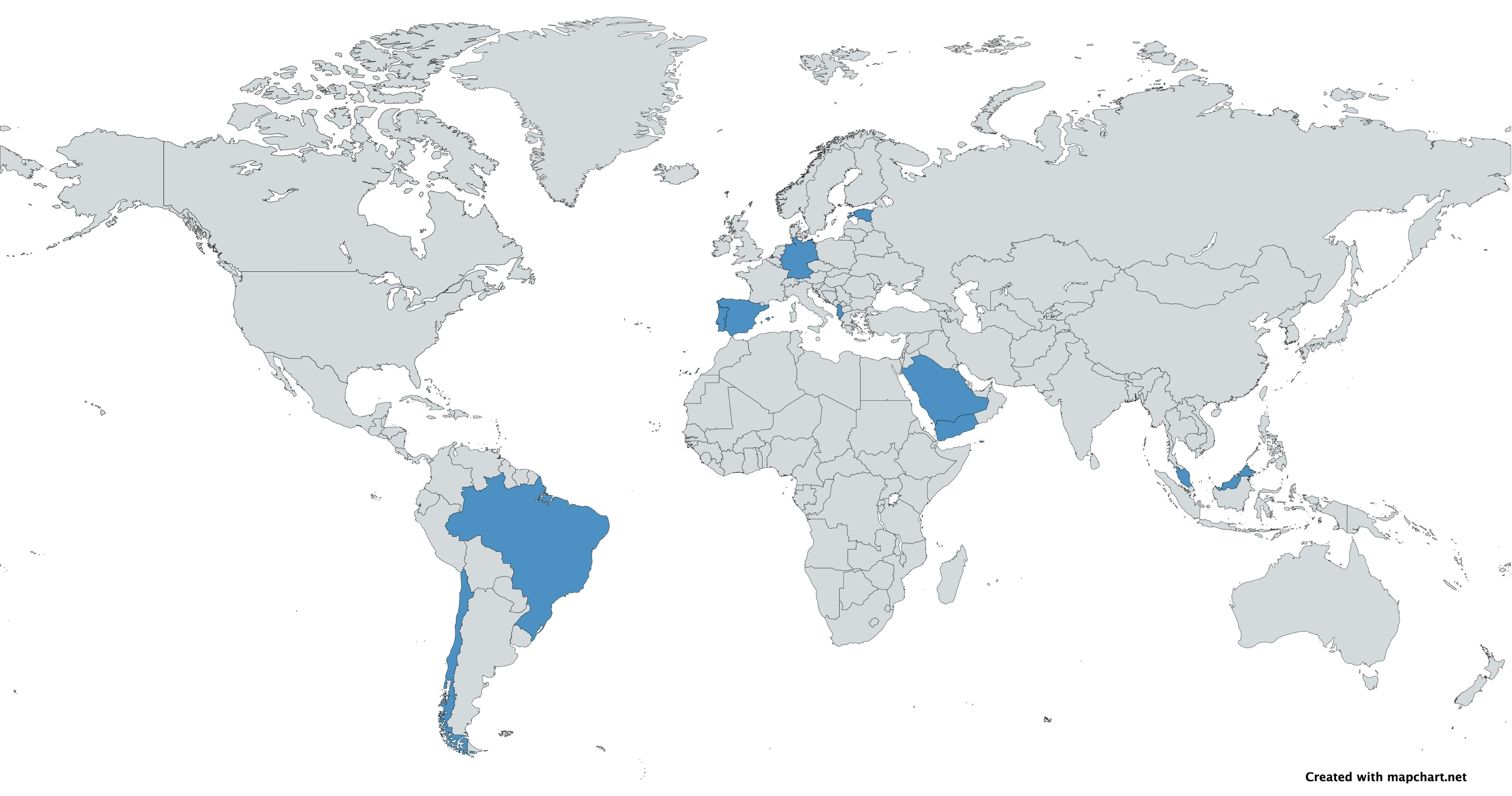
Přehled uživatelů

- Albánie: Standardní podpůrná zbraň pozemních sil armády.
- Brazílie: Federální policie[1]
- Estonsko: Ve službě u speciálních sil[2] pozemního vojska.
- Chile: Zakoupeno v roce 2014 pro Cuerpo de Infantería de Marina de Chile.[3]
- Malajsie: Ve službě u speciální jednotky PASKAL válečného námořnictva.
- Německo: Standardní podpůrná zbraň družstva a čety v Německé armádě.
- Portugalsko: Standardní automatická podpůrná zbraň armády a letectva.
- Saúdská Arábie: Standardní lehký kulomet pozemních sil.
- Španělsko: Standardní lehký kulomet pozemních sil.
- Ukrajina: Ozbrojené síly Ukrajiny v roce 2024 získaly z Německa 200 kusů jako pomoc pro obranu proti ruské invazi.[4]